# Abbateggio
Abbateggio  est une commune italienne de moins de 443 habitants, située dans la province de Pescara, dans la région Abruzzes, en Italie méridionale.

## Administration
| Période                                  | Période | Identité         | Étiquette | Qualité |
| ---------------------------------------- | ------- | ---------------- | --------- | ------- |
|                                          |         | Antonio Di Marco |           |         |
| Les données manquantes sont à compléter. |         |                  |           |         |

### Hameaux
Catalano, Di Mezzo, Cusano, San Martino

### Communes limitrophes
Caramanico Terme, Lettomanoppello, Roccamorice, San Valentino in Abruzzo Citeriore, Scafa